# ジェラス・トレイン
「ジェラス・トレイン」（JEALOUS TRAIN）は、河合奈保子の20枚目のシングル。1985年3月5日に日本コロムビアからリリースされた。EPの規格品番はAH-559。

## 概要
作詞・作曲は本作で3作連続となる売野雅勇、筒美京平のコンビによるもの。
アルバム『STARDUST GARDEN -千・年・庭・園-』と同時発売であるが、同アルバムにはA・B面曲ともに収録されていない。

## 収録曲
- 両楽曲共に、作詞：売野雅勇／作曲：筒美京平／編曲：萩田光雄

1. ジェラス・トレイン
2. ファーストネームでもう一度